# Elezioni parlamentari in Siria del 2012
Le elezioni parlamentari in Siria del 2012 si tennero il 7 maggio.
Esse si svolsero dopo l'entrata in vigore della nuova Costituzione, approvata mediante il referendum costituzionale del 2012.
Su più di 10 milioni di aventi diritto, si recarono ai seggi oltre 5 milioni, con un'affluenza totale del 51,26%.
Furono elette 30 donne su 710 candidate, dunque il numero di deputate rimase lo stesso della legislatura precedente.

## Contesto

### Cronologia
Le elezioni furono spostate dal maggio 2011 al febbraio 2012, e poi di nuovo posticipate a causa della guerra civile e del referendum costituzionale. Il mandato dei 250 deputati del Consiglio del popolo terminava nel maggio 2011, ma fu esteso grazie alla nuova costituzione. La settimana prima dell'annuncio delle elezioni, il diplomatico ghanese Kofi Annam dichiarò che stava aspettando risposte dal leader siriano Bashar al-Assad riguardo a "proposte concrete". Il 13 marzo, il Presidente Assad firmò il decreto 113 fissando le elezioni il 7 maggio 2012. La data del voto fu annunciata proprio mentre le truppe governative riconquistavano il nord-est del Paese.

### Sistema elettorale
La nuova Costituzione istituì il pluripartitismo, abrogando un articolo che era stato promosso da Hafez al-Assad, padre del Presidente Bashar al-Assad e Presidente della Siria dal 12 marzo 1971 al 10 giugno 2000, che definiva il Partito Ba'th "guida dello Stato e della società". Secondo la nuova Costituzione, i partiti non possono essere fondati su base religiosa, tribale, regionale o professionale, oppure essere affiliati ad un partito o ad un'organizzazione estera. Questo per impedire ai gruppi estremisti in guerra contro il governo come i Fratelli Musulmani e i partiti indipendentisti curdi di avere una rappresentanza presso il Consiglio del Popolo. Inoltre, secondo la Costituzione, almeno la metà dei membri del Consiglio dev'essere costituito da operai ed agricoltori. Nel luglio 2011, il governo siriano approvò la legge elettorale per risolvere la crisi che perdurava da mesi. La legge stabilì che le operazioni di voto fossero controllate dalla Commissione Suprema per le Elezioni. Furono fondati nove partiti di opposizione. Per votare era necessario presentare la carta d'identità, come stabilito dal decreto 125 del 2011.

### Campagna elettorale
A partire dal maggio 2012, apparvero i primi manifesti di propaganda nelle piazze di Damasco. Il Financial Times affermò, senza fornire ulteriori spiegazioni, "Il rapido emergere di così tante prospettive interessanti da una dittatura repressiva senza alcun 
attivismo politico è solo uno dei tanti maldestri segnali che indicano che il voto è orchestrato dal regime per rafforzare il proprio potere". In realtà, la maggior parte dei partiti che ottennero dei seggi -i due partiti comunisti, il Partito Nazionalista Sociale Siriano, l'Unione Socialista Araba e i Socialisti Unionisti- erano ben stabiliti, ed avevano già partecipato alle precedenti elezioni parlamentari.
La più vasta coalizione d'opposizione fu il Fronte Popolare per il Cambiamento e la Liberazione, guidato da Qadri Jamil, che propose 45 candidati, 6 dei quali nel Governatorato di Damasco. Essa comprendeva, tra gli altri, il Partito della Volontà Popolare di Qadri Jamil, prima illegale, ed il Partito Nazionalista Sociale Siriano di Ali Haidar, che in precedenza aveva fatto parte del Fronte Nazionale Progressista, guidato dal Partito Ba'th del Presidente Assad.

### Organizzazione
A causa della guerra civile, furono sollevate delle questioni circa il voto nelle città di Homs, Hama e Daraa e nella provincia settentrionale di Idlib. Il giorno dell'annuncio delle elezioni, Melhem al-Droubi, membro dell'associazione terroristica dei Fratelli Musulmani e del Consiglio Nazionale Siriano, dichiarò alla Reuters: "Sicuramente boicotteremo le elezioni poiché saranno fissate. Ma questo non è il nostro principale obiettivo. Ciò che desideriamo è un cambiamento reale, con delle vere elezioni presidenziali, che sarebbero sicuramente perse da Assad". Il governo rispose che queste elezioni multipartitiche rappresentavano un cambiamento storico per la politica siriana.
Il 26 marzo 2012, la Syrian Arab News Agency, l'agenzia di stampa siriana, riportò che il Consiglio del Popolo aveva chiesto al Presidente Assad di prendere in considerazione una posticipazione delle elezioni per consolidare le riforme, aspettare l'emergere del dialogo a livello nazionale e rafforzare i partiti legali alla luce del nuovo sistema elettorale. Louay Hussein, condannata a sette anni di galera sotto Hafez al-Assad, padre e predecessore di Bashar al-Assad, dichiarò che avrebbe boicottato le elezioni sostenendo che il governo si stava servendo del voto per prevenire e rifiutare "possibili accordi futuri con le forze d'opposizione".
Il 3 maggio 2012, il brigadiere generale Hassan Jalali dichiarò che il Ministero aveva completato tutte le preparazioni necessarie per il voto. In un'intervista concessa alla SANA, dichiarò che il Ministero aveva fornito ai governatori le urne, inchiostro indelebile, tende per isolare le cabine elettorali ed altri elementi per distribuirli in 12 152 postazioni di voto in tutto il Paese.
Mentre gli altri partiti legali avevano già dichiarato i loro candidati molto prima della data delle elezioni, il Partito Ba'th li annunciò solo il 1º maggio 2012.

### Procedure di voto
I seggi aprirono alle 7:00, e la televisione di Stato siriana mostrò gli elettori in fila e mentre mettevano le schede bianche in larghe scatole di plastica. Furono chiamati alle urne oltre 14,8 milioni di persone, che dovevano eleggere 250 deputati tra 7 195 candidati, tra cui 710 donne, provenienti da dodici partiti, sette dei quali appena nati.
Non è chiaro in quali zone si siano tenute le elezioni, specialmente nelle regioni colpite duramente dalle forze governative o in quelle in cui erano in corso aspri conflitti coi terroristi. Alcuni attivisti dichiararono che vi erano stati bombardamenti generali e pubblicarono dei video di blocchi lungo le strade principali coi negozi chiusi.
Il principale gruppo di opposizione, il Fronte Popolare per il Cambiamento e la Liberazione, dichiarò che c'erano state "numerose irregolarità" nelle elezioni, tra cui il divieto per i rappresentanti dei candidati di supervisionare le operazioni di voto.
Il voto si dovette tenere una seconda volta in vari luoghi per via di violazioni della legge elettorale non ben specificate. Ciò causò un ritardo nella comunicazione dei risultati delle elezioni.

## Risultati
| Liste                                 | Voti | %    | Seggi |
| ------------------------------------- | ---- | ---- | ----- |
| Partito Ba'th                         |      | 53,6 | 134   |
| Socialisti Unionisti                  |      | 7,2  | 18    |
| Partito Comunista Siriano (Bakdash)   |      | 3,2  | 8     |
| Partito Comunista Siriano (Unificato) |      | 1,2  | 3     |
| Movimento del Voto Nazionale          |      | 1,2  | 3     |
| Unione Socialista Araba               |      | 0,8  | 2     |
| Partito Nazionalista Sociale Siriano  |      | 1,6  | 4     |
| Partito della Volontà del Popolo      |      | 0,8  | 2     |
| Indipendenti                          |      | 30,8 | 77    |
| Totale                                |      |      | 250   |

### Reazioni
- Stati Uniti d'America - Le elezioni sono state definite "sfocianti nel ridicolo"[28]

## Conseguenze
Il Consiglio del Popolo tenne la sua prima sessione il 25 maggio, quando i deputati giurarono sulla Costituzione e Mohammad Jihad al-Laham fu eletto Presidente del Consiglio del Popolo.